# Volkswagen ID.4
La Volkswagen ID.4 est un SUV électrique du constructeur automobile allemand Volkswagen commercialisé à partir du second semestre 2020. Il est le second modèle de la gamme électrique « ID. » du constructeur de Wolfsburg, après l'ID.3 présentée au salon de l'automobile de Francfort 2019. Elle est élue voiture mondiale de l'année 2021 (World car of the year) au salon de l'automobile de New York

## Présentation

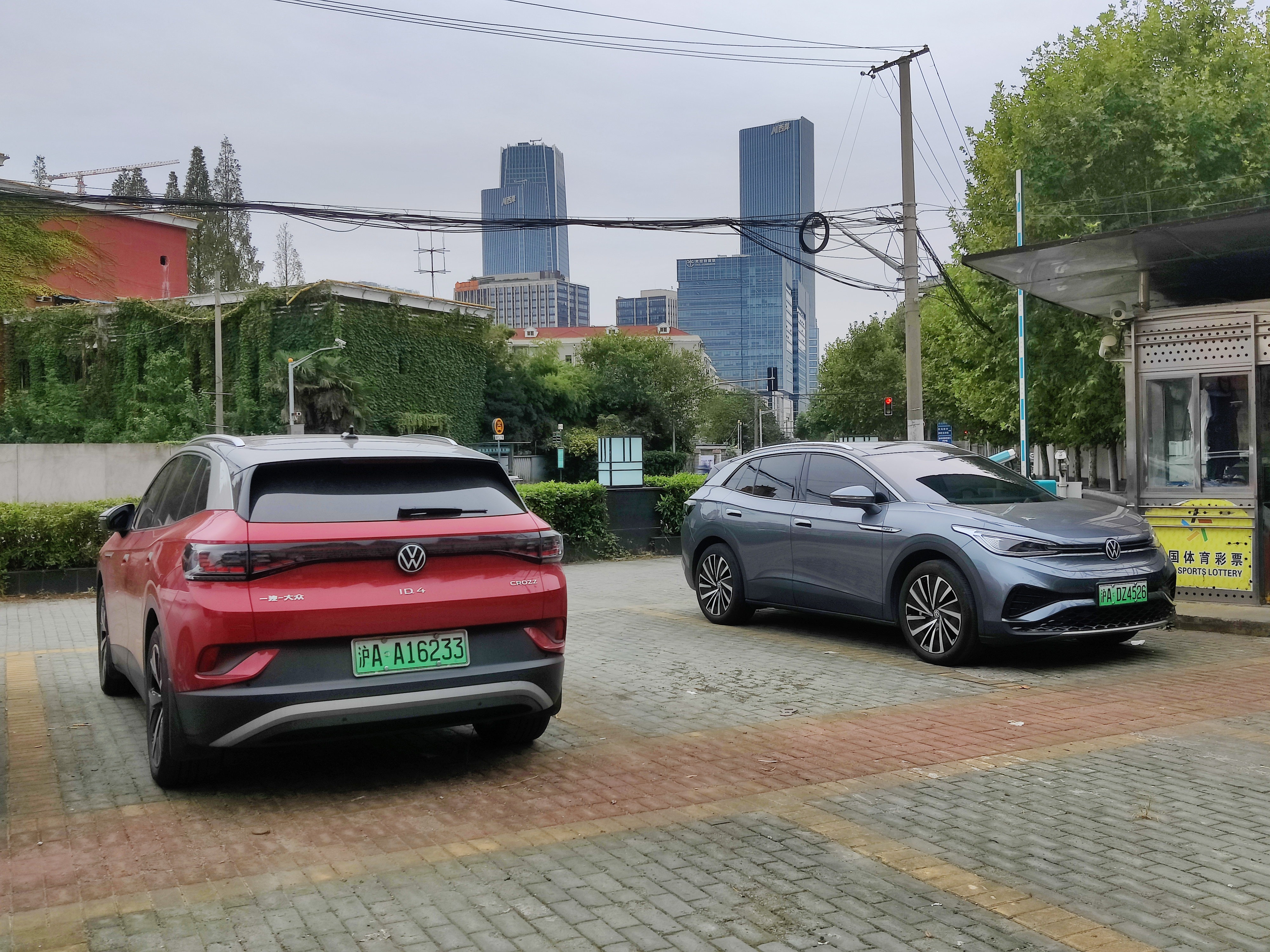
ID.4 Crozz et ID.4 X en Chine.

Le SUV est présenté au salon de Francfort 2019 sous forme de concept camouflé pour ne pas faire de l'ombre à l'ID.3 qui est présentée officiellement.
La Volkswagen ID.4 est présentée officiellement le 23 septembre 2020.

### ID.4 GTX
L'ID.4 GTX est présentée le 28 avril 2021. La GTX est similaire à la GTI pour la Golf, une version sportive et haut de gamme du modèle, dotée de 299 ch.
En août 2021, Volkswagen dévoile une version camouflée de la future ID.5 GTX, version coupé de l'ID.4 GTX.

## Caractéristiques techniques
L'ID.4 repose sur la plate-forme MEB dédiée aux véhicules électriques du groupe automobile.

### Motorisations
Le SUV du constructeur allemand est équipé d'un électromoteur placé sur l’essieu arrière disponible en plusieurs puissances : 109 kW, 125 kW, 130 kW, 150 kW et 220 kW pour la GTX.
| Logo de Volkswagen          | ID.4                       | ID.4                       | ID.4                       | ID.4                       | ID.4                                    |
| Logo de Volkswagen          | Pure                       | Pure Performance           | Pro                        | Pro Performance            | GTX                                     |
| --------------------------- | -------------------------- | -------------------------- | -------------------------- | -------------------------- | --------------------------------------- |
| Code moteur                 | E212BF                     | E212DF                     |                            | E213MN                     | E219TN                                  |
| Puissance moteur (kW)       | 109                        | 125                        | 130                        | 150                        | arrière : 150 avant : 80                |
| Puissance maximale (ch)     | 149                        | 170                        | 174                        | 204                        | arrière : 204 avant : 109 cumulée : 299 |
| Couple maximal (N m)        | 220                        | 310                        |                            | 310                        | arrière : 310 avant : 162 cumulé : 460  |
| Vitesse maximale (km/h)     | 160                        | 160                        |                            | 160                        | 180                                     |
| 0-100 km/h (s)              | 10,9                       | 9,0                        | 8,5                        | 6,2                        |                                         |
| Consommation (kWh/100 km)   | 18,1                       | 18,1                       | 18,5                       | 18,2                       |                                         |
| Transmission                | Propulsion                 | Propulsion                 |                            | Propulsion                 | Intégrale (Dual motor)                  |
| Masse à vide (kg)           | 1891                       | 1891                       |                            | 2045                       | 2149                                    |
| Batterie                    |                            |                            |                            |                            |                                         |
| Type                        | Lithium Ion                | Lithium Ion                | Lithium Ion                | Lithium Ion                | Lithium Ion                             |
| Capacité (kWh)              | 52                         | 52                         | 77                         | 77                         | 77                                      |
| Poids (kg)                  | 344                        | 344                        | 493                        | 493                        | 493                                     |
| Autonomie (km) - cycle WLTP | 345                        | 345                        | 511                        | 520                        | 490                                     |
| Temps de recharge           |                            |                            |                            |                            |                                         |
| sur une prise domestique    | 23h00 (80 %) 29h00 (100 %) | 23h00 (80 %) 29h00 (100 %) | 34h00 (80 %) 43h00 (100 %) | 34h00 (80 %) 43h00 (100 %) | 34h00 (80 %) 43h00 (100 %)              |
| sur une Wallbox 11 kW       | 5,8 h (80 %) 7,2 h (100 %) | 5,8 h (80 %) 7,2 h (100 %) | 6,0 h (80 %) 7,0 h (100 %) | 6,0 h (80 %) 7,0 h (100 %) | 6,0 h (80 %) 7,0 h (100 %)              |
| sur une borne rapide 125 kW | 0,4 h (80 %) 0,5 h (100 %) | 0,4 h (80 %) 0,5 h (100 %) | 0,6 h (80 %) 0,8 h (100 %) | 0,6 h (80 %) 0,8 h (100 %) | 0,6 h (80 %) 0,8 h (100 %)              |

### Batterie
Deux packs de batterie sont disponibles d'une capacité de 52 kWh ou 77 kWh, permettant une autonomie de 345 km à 520 km.

## Finitions
jusqu'en décembre 2023
- Pure
- Pro
- GTX

à partir de janvier 2024
- ID.
- Life Max
- GTX

### Séries limitées
- 1ST et 1ST Max, 27 000 exemplaires, uniquement la première année de lancement.
- Édition Limitée FFF, célèbre les 10 ans du partenariat avec la Fédération Française de Football en 2024.

## Concept car
L'ID.4 est préfigurée par le concept car ID. Crozz présenté au salon de l'automobile de Shanghai en avril 2017.

## Récompenses
- Prix de la « Voiture mondiale de l'année 2021 », décerné par un jury de 94 journalistes venant de 24 pays.